# Formula di Rydberg
In fisica atomica, la formula di Rydberg (1889) rappresenta una generalizzazione della formula di Balmer che permette di calcolare le lunghezze d'onda delle righe spettrali dell'idrogeno.

## Origine della formula

Serie delle righe spettrali dell'atomo d'idrogeno.

Nel 1889 il fisico svedese Johannes Rydberg generalizzò, con la formula di Rydberg, quella di Balmer per tutte le transizioni dell'idrogeno (non solo la serie di Balmer L (n = 2), parzialmente nello spettro visibile, ma anche la serie di Lyman K (n = 1) nell'ultravioletto e quelle di Paschen M (n = 3), Brackett N (n = 4), Pfund O (n = 5) e Humphreys P (n = 6) nell'infrarosso):
{\displaystyle {\frac {1}{\lambda }}=R_{H}\left({\frac {1}{n^{2}}}-{\frac {1}{m^{2}}}\right)}
dove:
- λ lunghezza d'onda della radiazione emessa
- RH costante di Rydberg dell'idrogeno, pari a circa (1,097 x 107) m-1
- n ed m numeri interi positivi con m > n

I due termini, la cui differenza dà una riga spettrale, rappresentano i livelli energetici atomici della transizione.
Per n = 2 si ritrova la serie di Balmer:
{\displaystyle {\frac {1}{\lambda }}={\frac {4}{B}}\left({\frac {1}{4}}-{\frac {1}{m^{2}}}\right)=R_{\mathrm {H} }\left({\frac {1}{4}}-{\frac {1}{m^{2}}}\right)}
con m = 3, 4, 5, 6, 7...
Per i numeri quantici {\displaystyle n} fisso ed {\displaystyle m} variabile si trovano le diverse serie spettroscopiche dell'idrogeno:
| Orbita | Numero quantico {\displaystyle n} | Numero quantico {\displaystyle m}    | Serie spettroscopica | Lunghezza d'onda minima                                 | Lunghezza d'onda massima                             |
| ------ | --------------------------------- | ------------------------------------ | -------------------- | ------------------------------------------------------- | ---------------------------------------------------- |
|        |                                   |                                      |                      | {\displaystyle \lambda _{min}=n^{2}/R_{H}=n^{2}\,91} nm | Riga {\displaystyle \alpha } {\displaystyle (m-n=1)} |
| K      | {\displaystyle 1}                 | {\displaystyle 2\rightarrow \infty } | Lyman                | 91 nm                                                   | 121 nm                                               |
| L      | {\displaystyle 2}                 | {\displaystyle 3\rightarrow \infty } | Balmer               | 365 nm                                                  | 656 nm                                               |
| M      | {\displaystyle 3}                 | {\displaystyle 4\rightarrow \infty } | Paschen              | 820 nm                                                  | 1.874 nm                                             |
| N      | {\displaystyle 4}                 | {\displaystyle 5\rightarrow \infty } | Brackett             | 1.458 nm                                                | 4.051 nm                                             |
| O      | {\displaystyle 5}                 | {\displaystyle 6\rightarrow \infty } | Pfund                | 2.278 nm                                                | 7.456 nm                                             |
| P      | {\displaystyle 6}                 | {\displaystyle 7\rightarrow \infty } | Humphreys            | 3.281 nm                                                | 12.365 nm                                            |

## Formula di Rydberg-Ritz
Nel 1908 il fisico Walther Ritz generalizzò, tramite la formula di Rydberg-Ritz, la formula di Rydberg per elementi diversi dall'idrogeno:
{\displaystyle {\frac {1}{\lambda }}=R_{M}\left[{\frac {1}{(n+a)^{2}}}-{\frac {1}{(m+b)^{2}}}\right]}
con:
- {\displaystyle R_{M}} costante di Rydberg per un dato elemento chimico
- a e b parametri caratteristici di ogni elemento (per l'idrogeno, a e b sono pari a 0)

Ogni elemento chimico ha la propria costante di Rydberg {\displaystyle R_{M}}. Per tutti gli atomi idrogenoidi (ossia quelli con un solo elettrone sull'orbita più esterna),  {\displaystyle R_{M}} può essere derivato dalla costante di Rydberg "all'infinito" (per un nucleo infinitamente pesante), come segue:
{\displaystyle R_{M}={\frac {R_{\infty }}{1+m_{e}/M}}}
dove:
- {\displaystyle M} massa del suo nucleo atomico
- {\displaystyle m_{e}} massa dell'elettrone

Ad esempio, per l'atomo d'idrogeno
{\displaystyle R_{H}={\frac {R_{\infty }}{1+m_{e}/m_{p}}}={\frac {R_{\infty }}{1+1/1836}}=0,999\,455\,634\,R_{\infty }}
con {\displaystyle m_{p}} massa del protone.
La costante di Rydberg "all'infinito" (CODATA, 2014) vale
{\displaystyle R_{\infty }={\frac {m_{e}c\alpha ^{2}}{4\pi \hbar }}={\frac {m_{e}e^{4}}{8\varepsilon _{0}^{2}h^{3}c}}=1.097\,373\,156\,850\,8(65)\times 10^{7}\,\mathrm {m} ^{-1}}
dove:
- {\displaystyle h} costante di Planck
- {\displaystyle \hbar } costante di Planck ridotta
- {\displaystyle m_{e}} massa dell'elettrone
- {\displaystyle e} carica elementare
- {\displaystyle c} velocità della luce nel vuoto
- {\displaystyle \varepsilon _{0}} costante dielettrica del vuoto
- α costante di struttura fine